# Dražljivec
Dražljivci so bojni strupi namenjeni za kratkotrajno onesposobitev. Delijo se na dve podskupini, in sicer na solzivce (učinkujejo na oči) in kihavce (učinkujejo predvsem na dihalne poti). Njihov učinek traja še 10 do 15 minut po izpostavitvi. Kratkotrjani strupi so izredno učinkoviti v taktičnih operacijah in gverilskih bojih. V mirnem času vojske uporabljajo kratkotrajne bojne strupe za učenje vojakov in za testiranje zaščitne opreme. Te strupe policija uporablja v neredih, uporih in protidemontranskih bojih in so zato dobili ime »policijski strupi«. Posledice uporabe so lahko zelo resne. Leta 1964 je policija v Peruju uporabila solzivec na nogometni tekmi. Zaradi panike je bilo 350 mrtvih in nekaj sto poškodovanih. (1)
Simptomi vključujejo draženje oči, močno solzenje, kašelj, kihanje, bolečine v prsih, oteženo dihanje, dušenje, na koži pojav rdečine...

## Predstavniki
- Kloracetofenon
- O-klorobenziliden malonitril